# Pylon

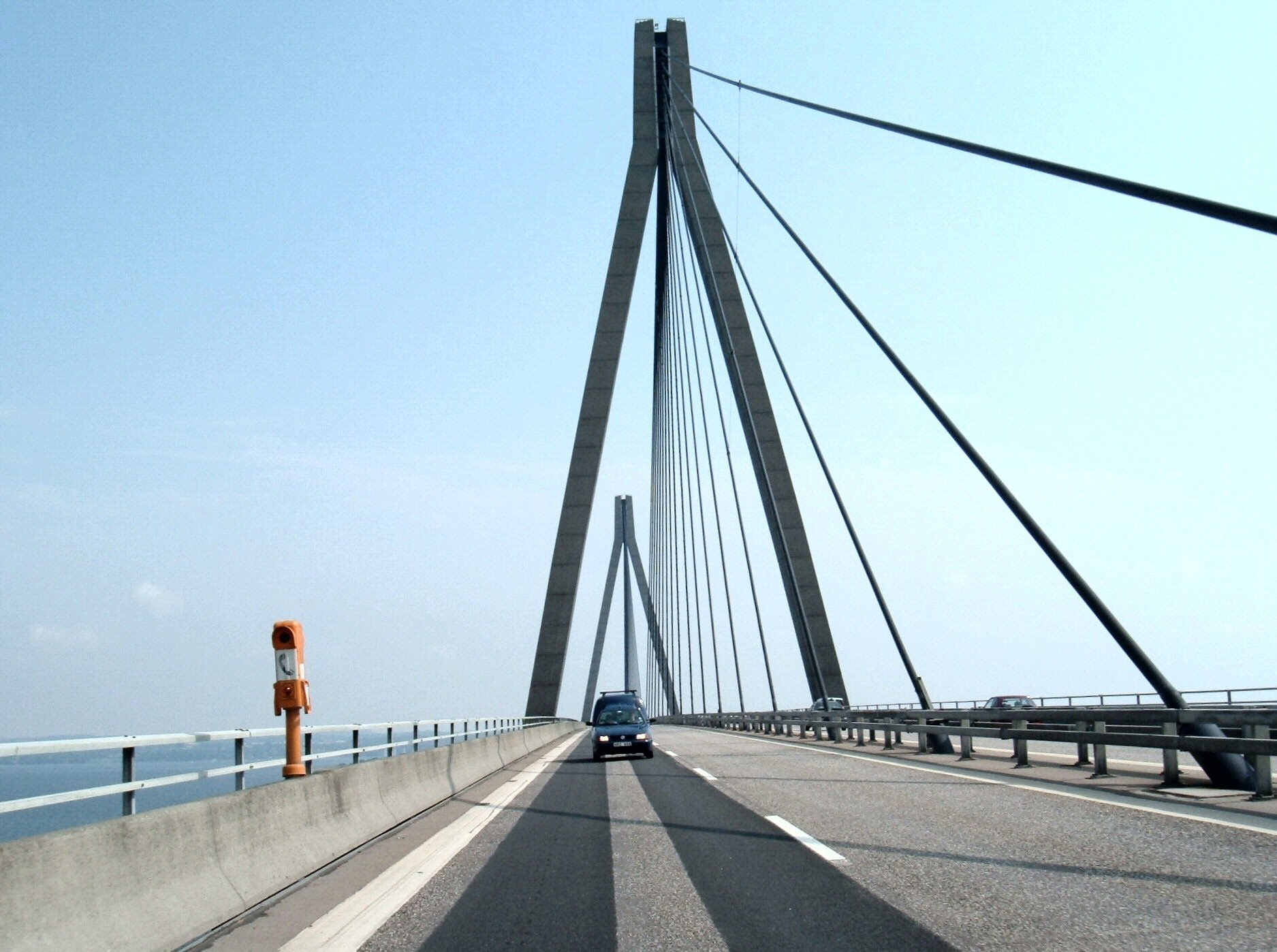
Pyloner som bär upp Faröbron.

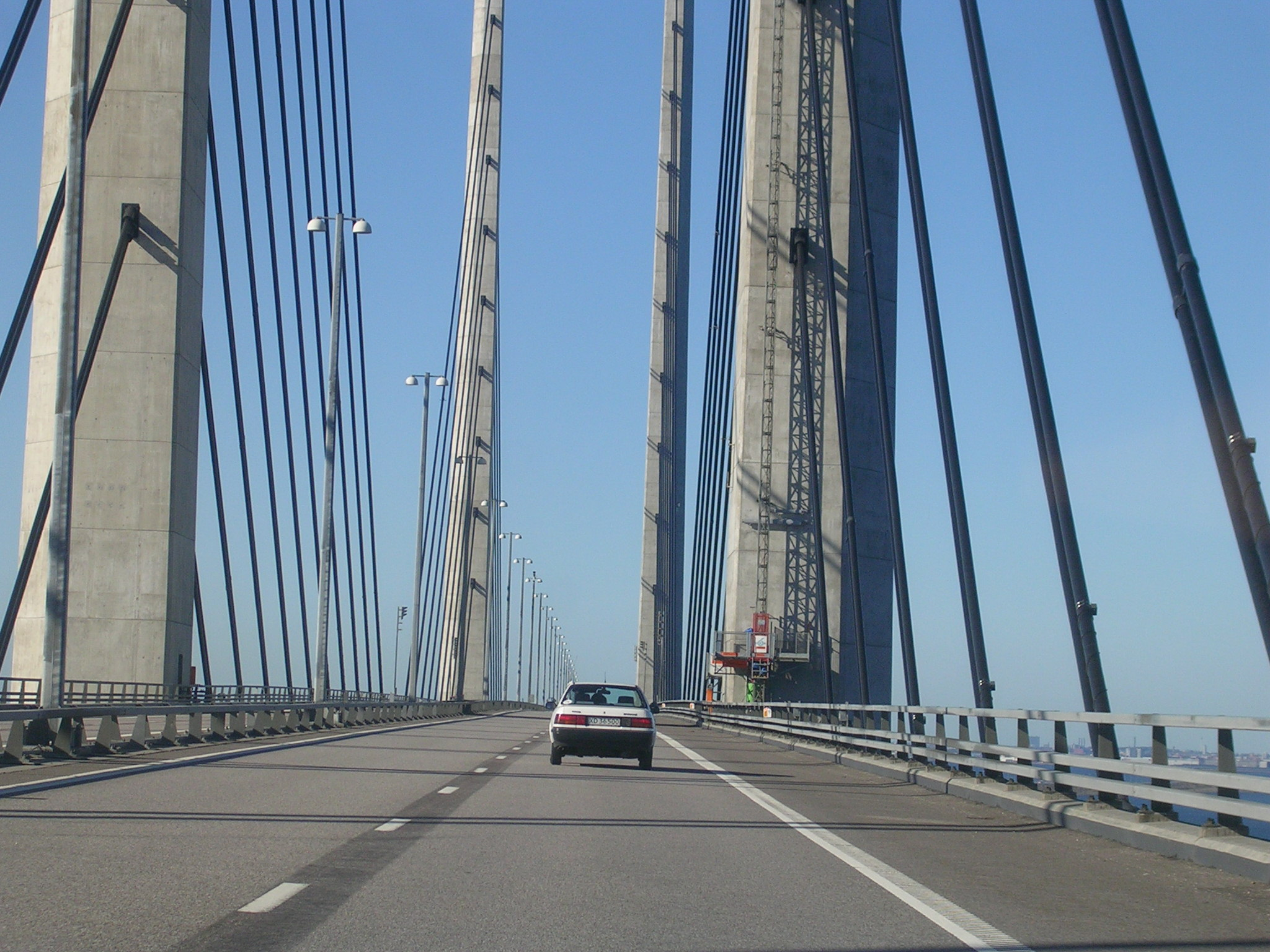
Öresundsbrons pyloner.

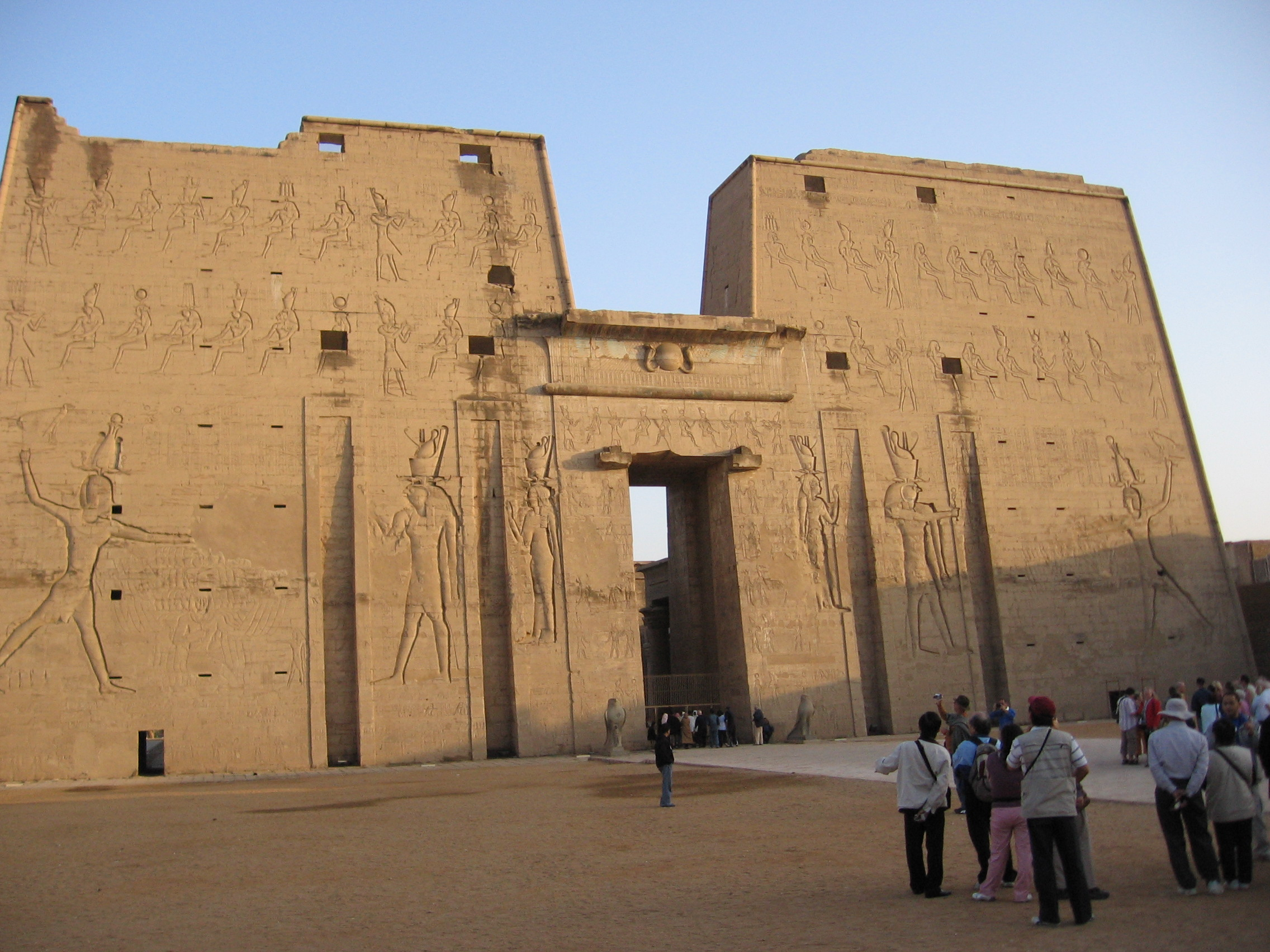
Templet i Edfu.

Pylon (grekiska stor port) var i fornegyptisk byggnadskonst dubbla porttorn med mellanliggande lägre portparti som flankerade porten till templens förgård. Pylonen som smalnar uppåt har en långsträckt rektangulär planfom. Väggytorna täcks vanligen av reliefer och målningar.
I modern arkitektur används pylon som beteckning på ett högt torn eller en bärande pelare. Ett exempel på svenska byggnadsverk där pylon har använts som ett arkitektoniskt inslag är Högakustenbron över Ångermanälven mellan Kramfors och Härnösands kommuner.[källa behövs]